# Неудача

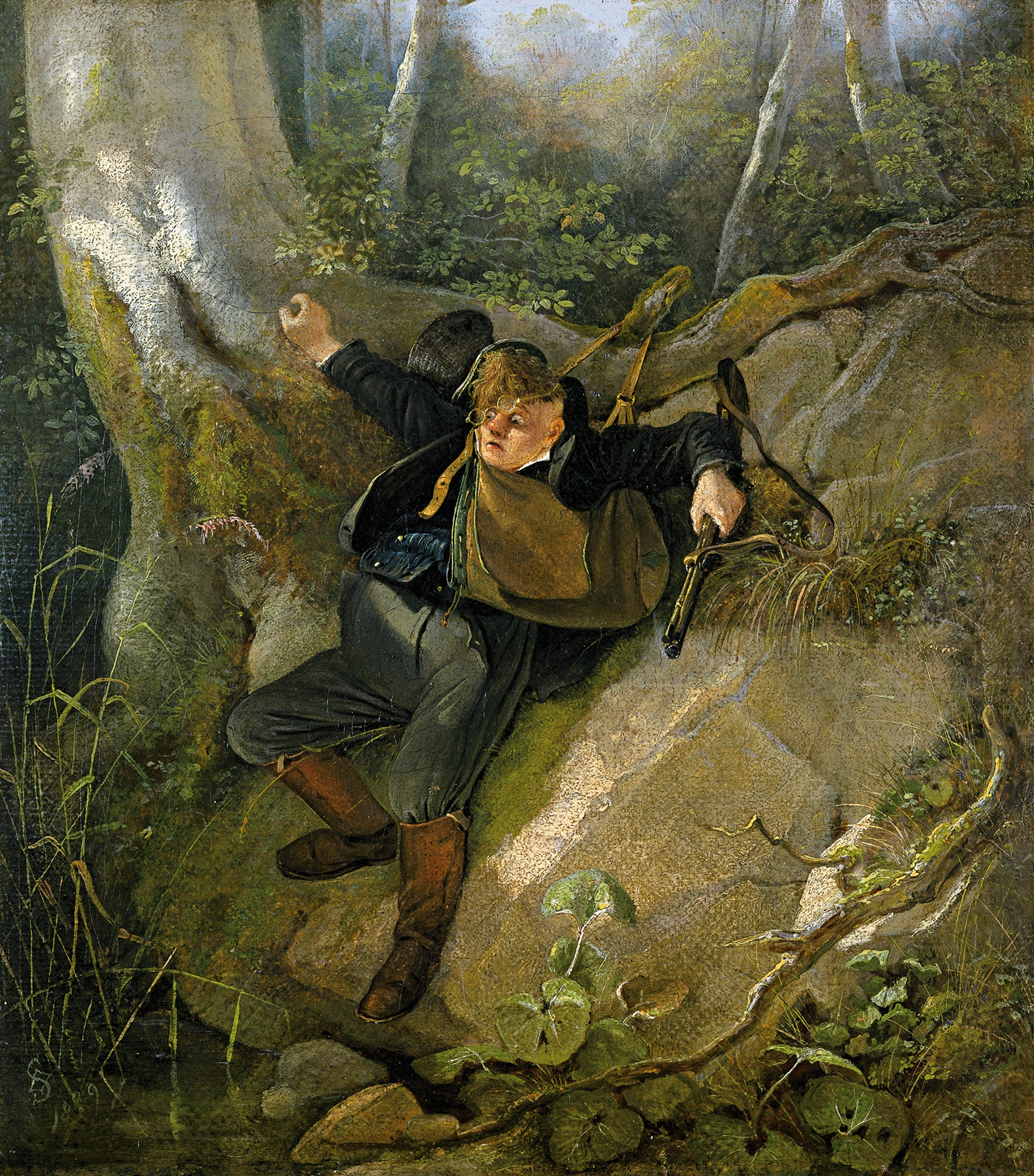
Карл Шпицверг Неудача охотника (1839)

Неуда́ча — субъективная отрицательная оценка случайного или непредсказуемого стечения обстоятельств. Антоним удаче. Можно рассматривать как состояние, противоположное успеху.

## Критерии неудач
Восприятие неудачи зависит от восприятия личностью на то или иное событие. Так, для одного человека событие может являться неудачей, а другой воспринимает это же событие как удачу. При этом посторонними субъектами событие может быть воспринято как удача, как неудача или как нейтральное по отношению к ним событие. Например: конкуренция или игры. 
На практике может быть сложно, а иногда и невозможно определить, соответствует ли ситуация критериям неудачи или успеха из-за неоднозначного определения самих критериев. Поэтому их разработка сама по себе является важной и не всегда простой задачей[какой?].

## Виды неудач
Неудачи могут быть дифференцированы в зависимости от точки зрения субъекта, который оценивает событие.
Например, человек, который интересуется только конечным результатом может воспринять событие как неудачу, если поставленный вопрос не был решен или потребность не была удовлетворена.
Неудача может быть также и неудачей процесса, а не результата. Это возможно в случаях, когда поставленная цель была достигнута, но субъект остается неудовлетворенным процессом в силу каких-либо причин.

## Коммерческие неудачи
Под коммерческой неудачей понимаются случаи, когда продукт, выпущенный в целях получения прибыли, не достигает ожидаемого успеха.
Большинство упомянутых ниже пунктов имело большие ожидания, существенные финансовые инвестиции, и/или широко распространенную гласность, но было далеко от успеха. Из-за субъективного характера понятий «успех» или «оправдание надежд» сложно сказать о том, какой из продуктов является более неудачным.
- Для изучения неудач компаний в 1997—2001 годах, связанных с пузырем Доткома, см. Пузырь доткомов
- Кассовый провал